# 訃報 2002年5月
訃報 2002年5月（ふほう 2002ねん5がつ）では、2002年（平成14年）5月中に物故した、又は物故が報じられた人物についてまとめる。

## （1日 - 15日）

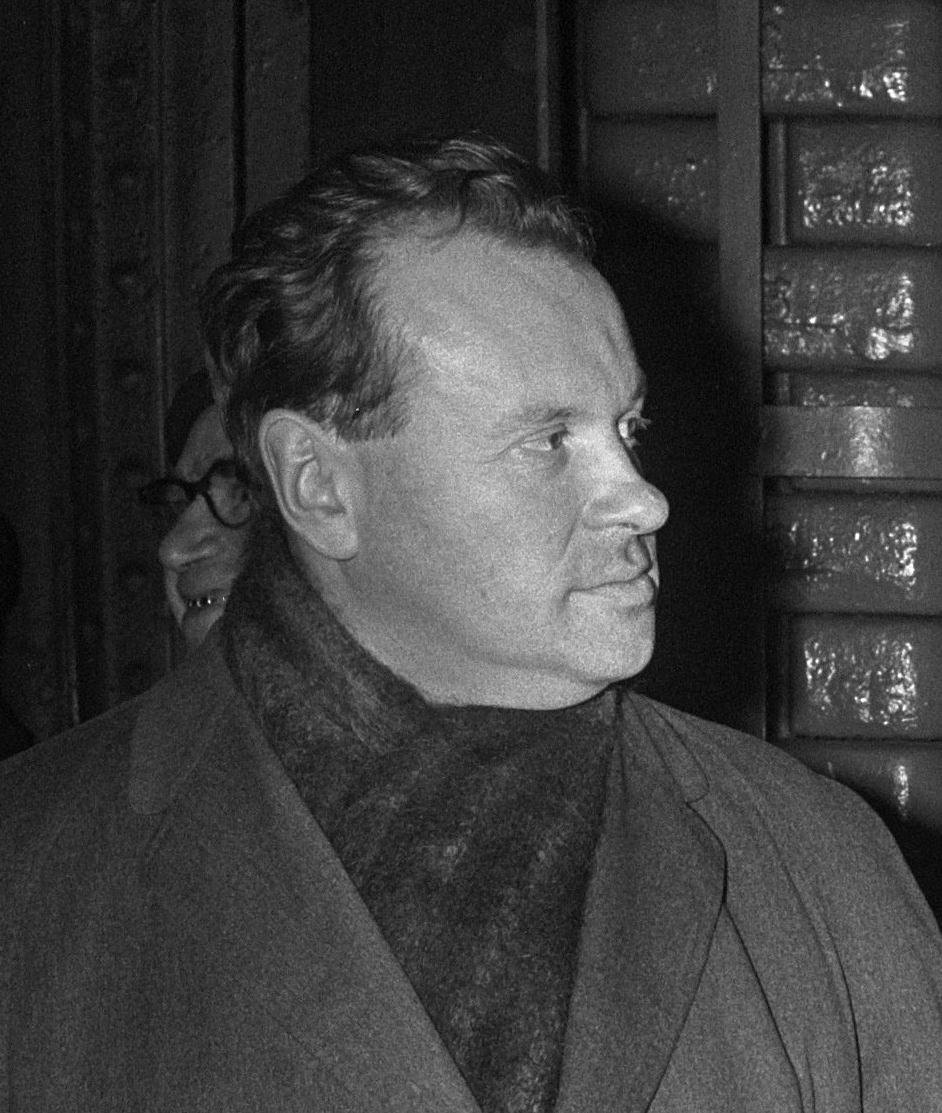
エフゲニー・スヴェトラーノフ／5月3日没

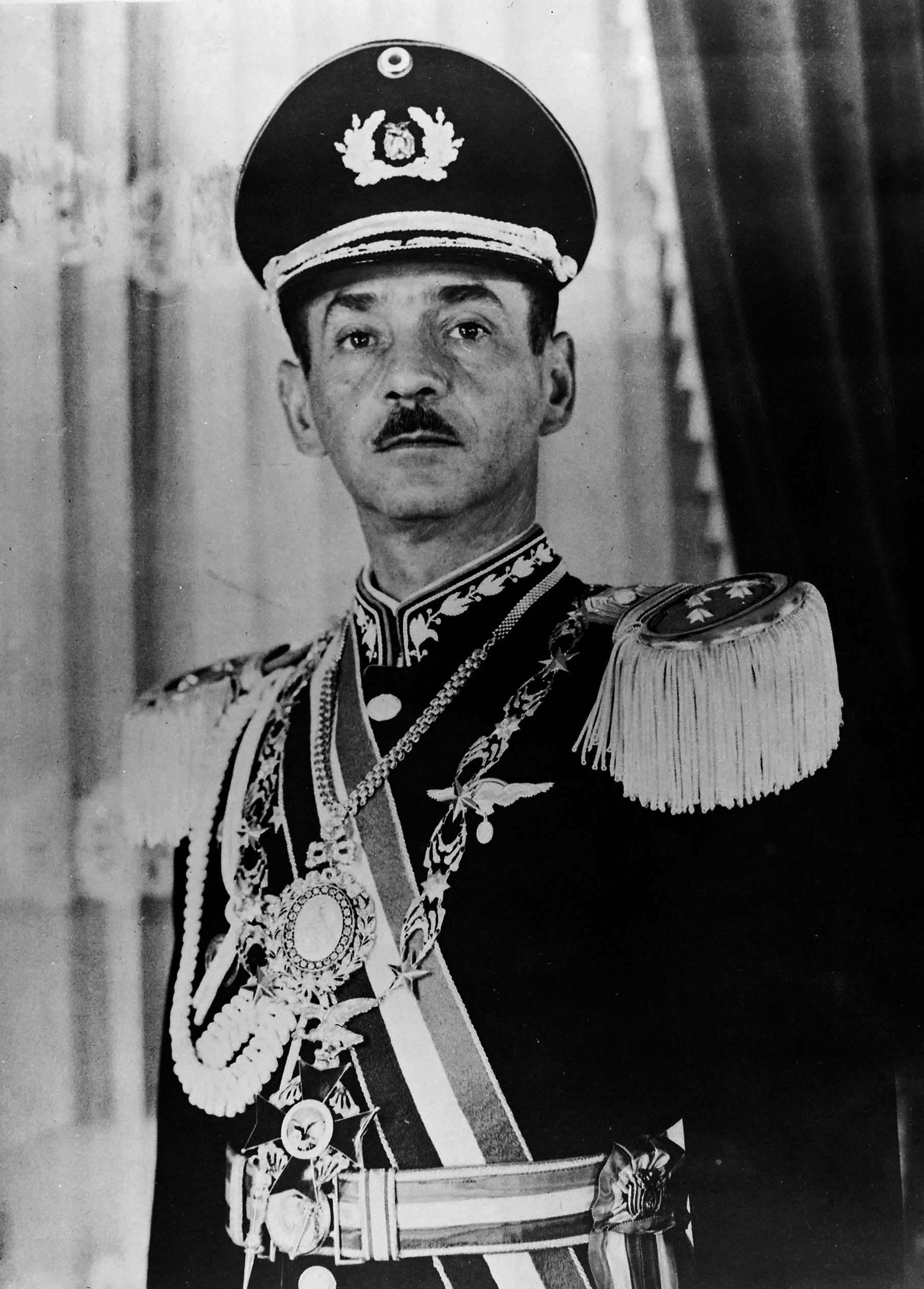
ウゴ・バンセル・スアレス／5月5日没

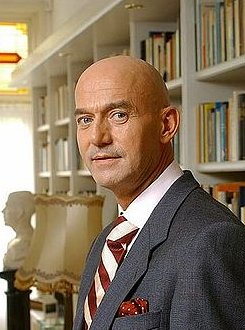
ピム・フォルタイン／5月6日没

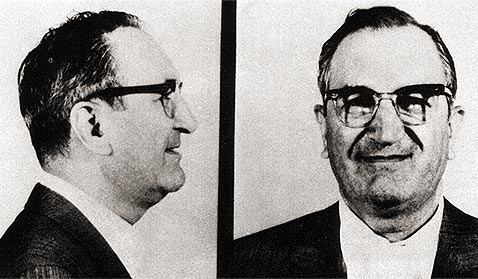
ジョゼフ・ボナンノ／5月11日没

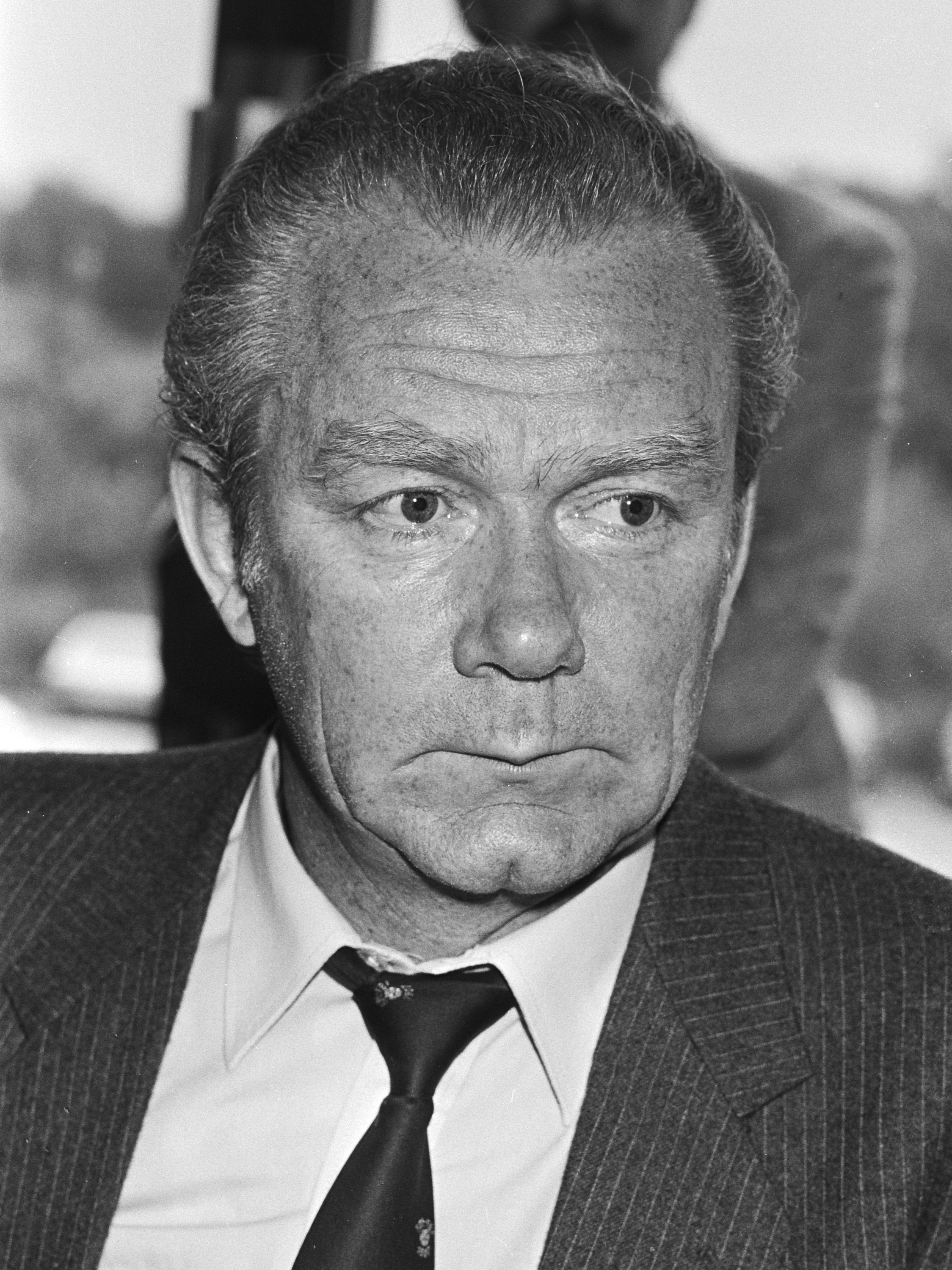
ヴァレリー・ロバノフスキー／5月13日没

- 5月2日 - 鈴木英夫、映画監督（* 1916年）
- 5月3日 - エフゲニー・スヴェトラーノフ、指揮者（* 1928年）
- 5月3日 - 天納傳中、天台宗の僧・声明研究者（* 1925年）
- 5月3日 - イブラヒム・エガル、政治家（* 1922年）
- 5月5日 - ウゴ・バンセル・スアレス、ボリビア大統領（* 1926年）
- 5月5日 - 塩谷庄吾、アクション俳優（* 1966年）
- 5月5日 - 岩本節治、実業家・政治家（* 1911年）
- 5月5日 - 栗林千津、俳人（* 1910年）
- 5月6日 - 酒沢成治、プロ野球選手（* 1918年）
- 5月6日 - ピム・フォルタイン、コラムニスト、政治家、社会学者、作家（* 1948年）
- 5月6日 - マレイ・アダスキン、作曲家・ヴァイオリニスト（* 1906年）
- 5月7日 - 宮本征勝、サッカー選手・指導者（* 1938年）
- 5月7日 - ハビエル・モンサルバーチェ、作曲家（* 1912年）
- 5月8日 - 加藤艮六、医師（* 1911年）
- 5月9日 - 大谷昌行、実業家（* 1914年）
- 5月9日 - レオン・スタイン、作曲家（* 1910年）
- 5月9日 - ルネ・ペシェール、造園家・造園学者（* 1908年）
- 5月10日 - デイヴィッド・リースマン、社会学者（* 1909年）
- 5月10日 - 森茂、京王百貨店代表取締役相談役（* 1920年）
- 5月10日 - 若菜正、集英社第3代代表取締役社長（* 1925年）
- 5月10日 - デイヴィッド・リースマン、社会学者（* 1909年）
- 5月10日 - イヴ・ロベール、俳優・映画監督（* 1920年）
- 5月11日 - ジョゼフ・ボナンノ、マフィア組織幹部（* 1905年）
- 5月12日 - 道井直次、演出家・児童劇作家（* 1925年）
- 5月13日 - ビル・ピート、脚本家・絵本作家（* 1915年）
- 5月13日 - ジョージ・ゴーディエンコ、プロレスラー・画家（* 1928年）
- 5月13日 - ヴァレリー・ロバノフスキー、サッカー指導者（* 1939年）
- 5月13日 - 藤原誠、歌手（* 1947年）
- 5月14日 - 草野信男、病理学者（* 1910年）
- 5月14日 - 渡辺直彦、歴史学者（* 1931年）
- 5月14日 - 村山亜土、児童劇作家（* 1925年）
- 5月15日 - 神津善三郎、教育学者（* 1919年）

## （16日 - 31日）

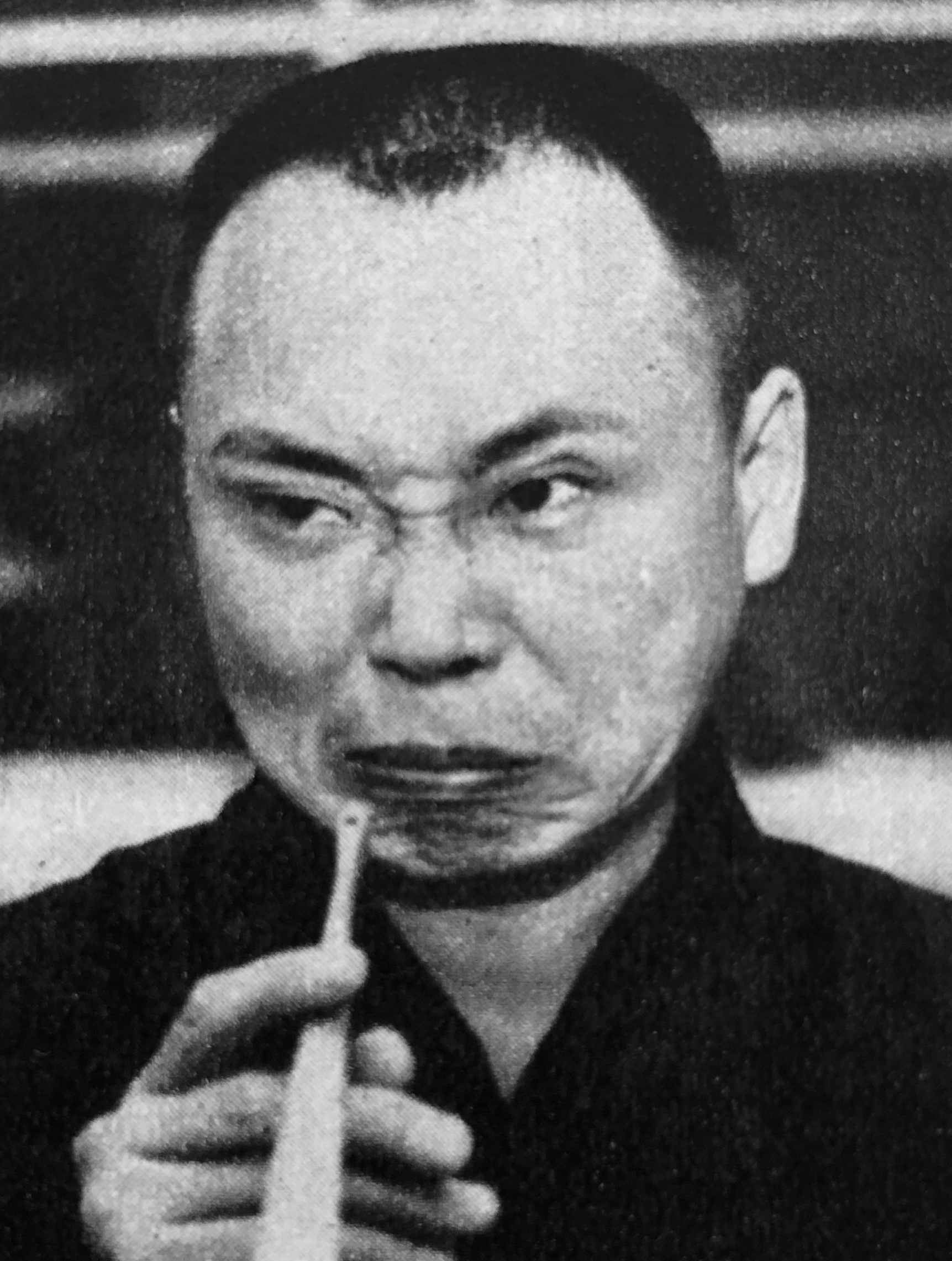
五代目柳家小さん／5月16日没

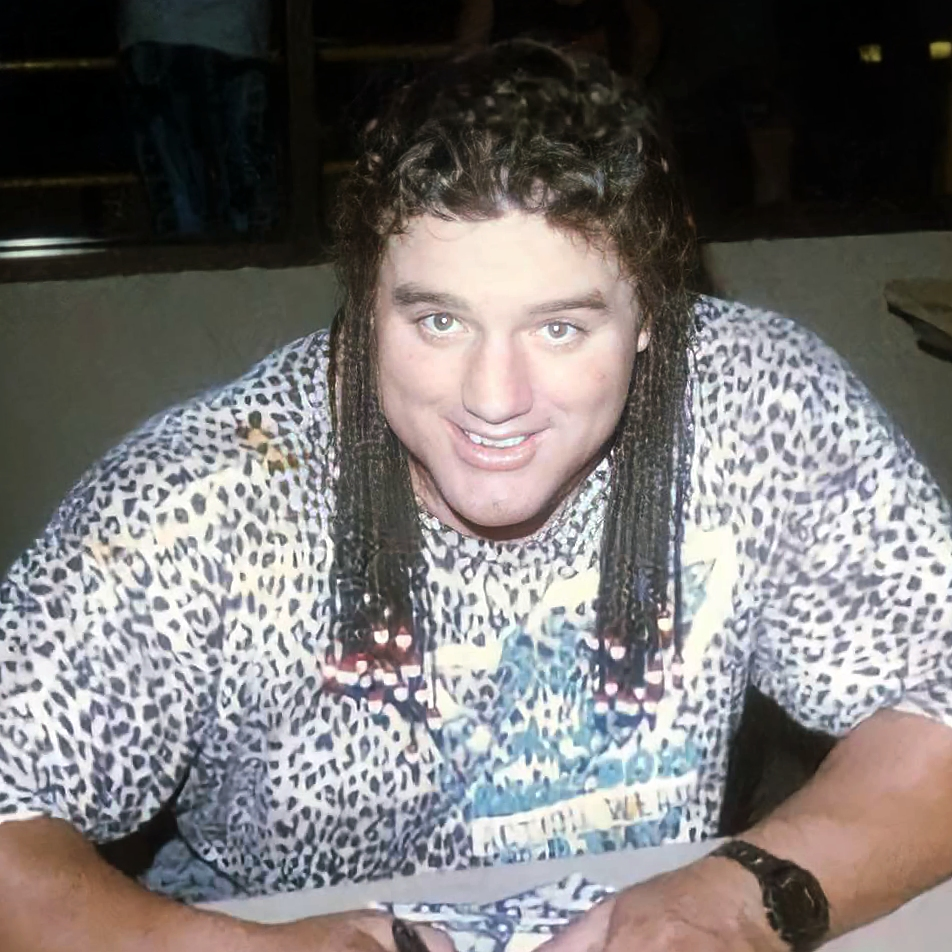
デイビーボーイ・スミス／5月17日没

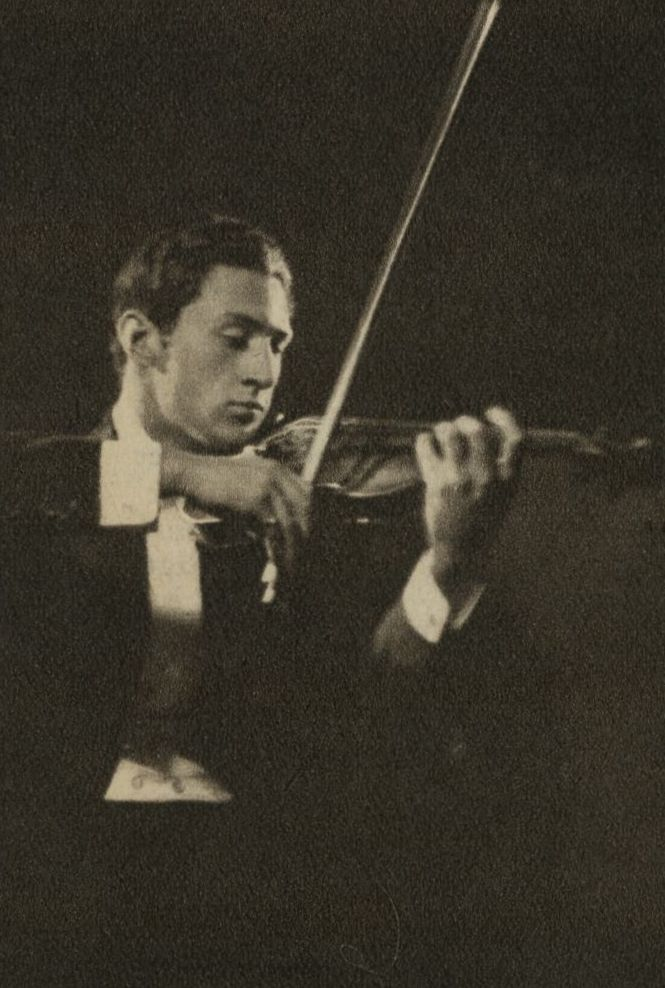
ヴォルフガング・シュナイダーハン／5月18日没

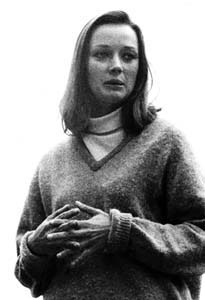
ニキ・ド・サンファル／5月21日没

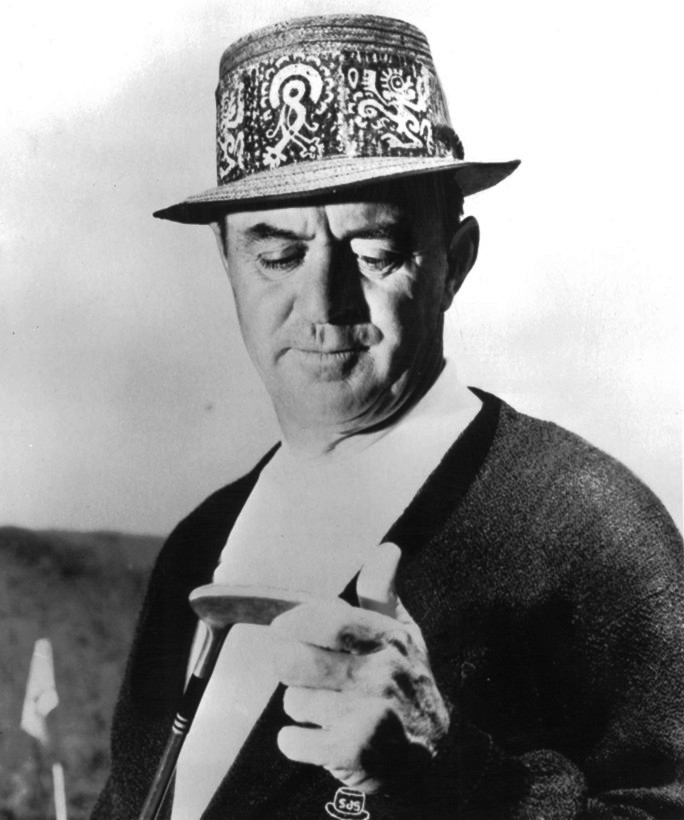
サム・スニード／5月23日没

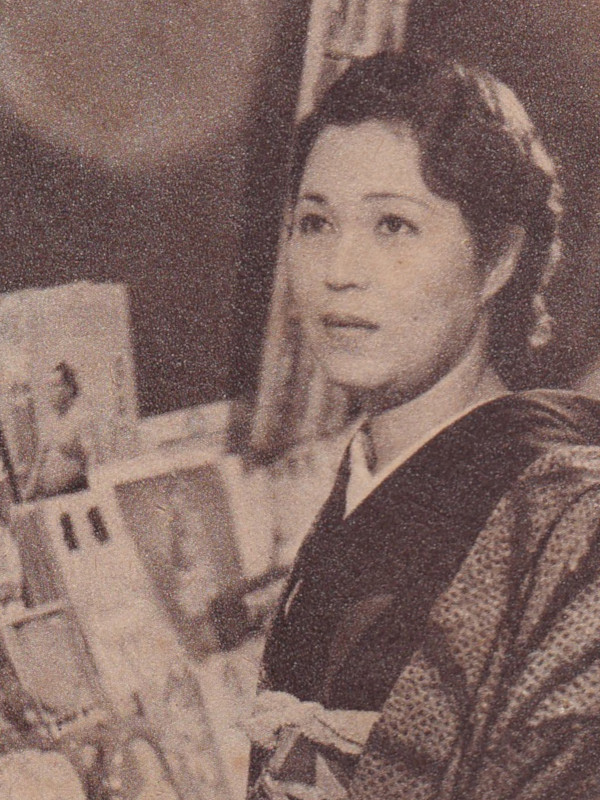
清川虹子／5月24日没

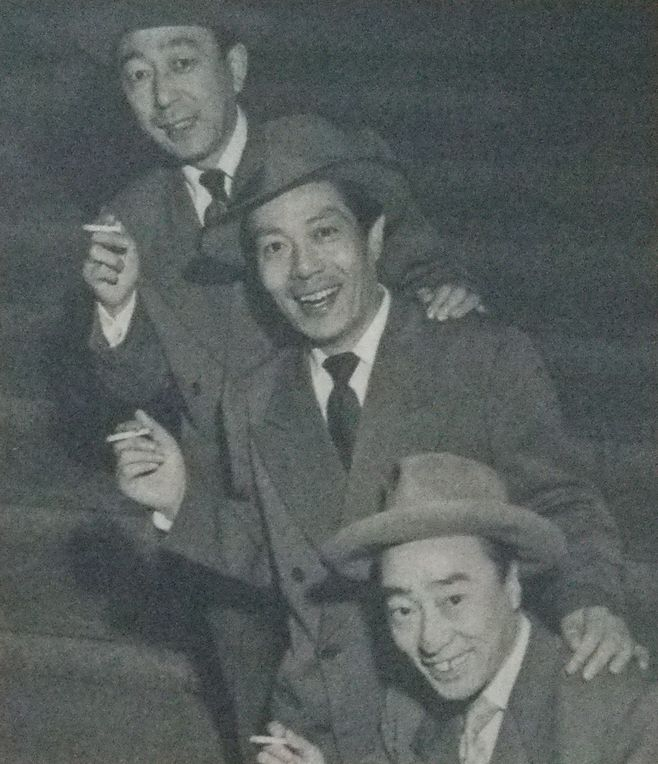
坊屋三郎（下）／5月25日没

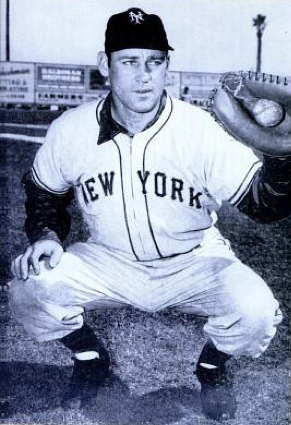
ウェス・ウエストラム／5月28日没

- 5月16日 - 五代目柳家小さん、落語家（* 1915年）
- 5月16日 - 荒井昌一、元・FMW社長（* 1965年）
- 5月17日 - デイビーボーイ・スミス、プロレスラー（* 1962年）
- 5月17日 - 兼田敏、作曲家（* 1935年）
- 5月17日 - 稲田献一、経済学者（* 1925年）
- 5月18日 - ヴォルフガング・シュナイダーハン、ヴァイオリニスト（* 1915年）
- 5月20日 - スティーヴン・ジェイ・グールド、生物学者（* 1941年）
- 5月21日 - ニキ・ド・サンファル、画家・彫刻家（* 1930年）
- 5月21日 - 井上徳治、経営者（* 1905年）
- 5月22日 - ジョー・カスカレラ、野球選手（* 1907年）
- 5月23日 - サム・スニード、プロゴルファー（* 1912年）
- 5月24日 - 清川虹子、女優（* 1912年）
- 5月24日 - 伊藤俊人、俳優（* 1962年）
- 5月25日 - 坊屋三郎、芸人（* 1910年）
- 5月25日 - 川上源一、日本楽器製造株式会社（現ヤマハ株式会社）第4代社長（* 1912年）
- 5月26日 - マモ・ウォルデ、陸上競技選手（* 1932年）
- 5月26日 - しんがぎん、漫画家（* 1972年）
- 5月28日 - ウェス・ウエストラム、メジャーリーガー（* 1922年）
- 5月28日 - イヴァン・カピトノフ、政治家（* 1915年）
- 5月28日 - カール・ヘルマン・ティルハーゲン、民俗学者・民族学者（* 1906年）
- 5月29日 - 牛島春子、作家（* 1913年）
- 5月29日 - 杉靖三郎、生理学者・医学評論家（* 1906年）
- 5月30日 - 竹本孫一、政治家（* 1906年）
- 5月30日 - 中沢信午、生物学者（* 1918年）
- 5月31日 - 多賀安郎、新聞編集者・実業家・政治家（* 1905年）